# Dirección de Lingüística (Instituto Nacional de Antropología e Historia)
La Dirección de Lingüística del Instituto Nacional de Antropología e Historia (México) fue creada en 1968 con el objetivo es desarrollar investigaciones lingüísticas, así como la asesoría, difusión y docencia derivada de estas. En el organigrama del INAH esta dirección de investigación depende de la Coordinación Nacional de Antropología.

## Historia
La investigación del patrimonio cultural del INAH inició oficialmente con la publicación en el Diario Oficial de la Federación de la Ley Orgánica del Instituto Nacional de Antropología e Historia el 3 de febrero de 1939, pero fue hasta 1968 que se creó una Sección de Lingüística del Museo Nacional de Antropología (MNA) dedicada exclusivamente al estudio de las lenguas (nacionales y extranjeras), los sistemas de escritura y las distintas áreas de la lingüística (fonología, lexicografía, semántica, dialectología, sociolingüística, entre otras).
El estudio de las lenguas y la lingüística en el INAH tiene sus antecedentes en los trabajos de Wigberto Jiménez Moreno y Mauricio Swadesh, así como en los estudiantes y maestros de la especialidad de lingüística de la Escuela Nacional de Antropología e Historia fundada en 1942. Sin embargo, fue por iniciativa de Leonardo Manrique que se creó un área específica de investigación en estos temas en el MNA, posteriormente se desprendió admirativamente del museo y se convirtió en el Departamento de Lingüística hasta 1989, cuando quedó finalmente bajo la Coordinación Nacional de Antropología con la figura de Dirección de Lingüística.

## Actualidad
Actualmente se adscriben a la Dirección de Lingüística más de una veintena de investigadores, pero la investigación sobre lenguas y lingüística también se realiza por profesores e investigadores adscritos a distintos Centros y escuelas del INAH.
La Dirección está constituida por la unidad administrativa, la Biblioteca de Lingüística y el Laboratorio de Lingüística. La biblioteca fue creada en 1969 para brindar apoyo a las distintas investigaciones con materiales de consulta y la formación de distintas colecciones especializadas en lenguas y lingüística, pero fue dotada de bibliotecario hasta 1992. El laboratorio fue creado por el grupo de trabajo para la documentación de lenguas indígenas en marzo de 2010 con el fin de preservar, producir y difundir materiales audiovisuales en las distintas lenguas que se trabajan en la Dirección.

### Directores de Lingüística del INAH
Leonardo Manrique Castañeda
Susana Cuevas Suárez (WK)
José Luis Moctezuma Zamarrón
Francisco Barriga Puente
Saúl Morales Lara
Julio Alfonso Pérez Luna

### Lingüistas históricos del INAH
María Teresa Fernández de Miranda: Nació en 1923 y falleció en 1966. Fue la primera lingüista profesional egresada de la ENAH. Realizó investigaciones sobre el ixcateco y la glotocronología de la familia popolca.
Eva Grosser: Realizó estudios sobre el idioma chocholteco, el ngigua y el teenek de San Luis Potosí.
Ignacio Guzmán Betancourt: Nació en Villa Unión, Sinaloa. Realizó investigaciones sobre la lengua tigüima, el ópata, las lenguas cahitas, el náhuatl de Morelos (mexicano de Tetel del Volcán) y el tepehua. Fue nombrado miembro de la Academia Mexicana de Lengua, pero falleció antes de tomar el nombramiento.
Leonardo Manrique Castañeda: Nació en 1934 y falleció en 2003. Fundador de la DL-INAH, fue conocido como el antropólogo integral, por haber estudiado distintas licenciaturas en la ENAH y realizar estudios interdisciplinarios, su tesis de Lingüística fue sobre el pame de Jiliapan, San Luis Potosí. Publicó estudios sobre la clasificación de las lenguas indígenas (náhuatl), de filología indoamericana sobre el zapoteco de Juan de Córdova (WK), el náhuatl clásico (WK) de fray Andrés de Olmos y sobre los códices mexicanos.
Stanley Newman: Profesor de la ENAH, realizó estudios del idioma protootomí junto con Roberto Weitlaner (1950), también trabajó con el idioma zuñi, el dumna (WK)
Benjamín Pérez: Realizó estudios sobre el chontal de Tabasco.
Bruna Radelli: Realizó estudios sobre el náhuatl de Xalitla (Guerrero), español, italiano, chino y quiché.
Alfredo Ramírez Celestino: Nació en Xilitla, Guerrero. Estudió una carrera comercial donde conoció al profesor Manrique, quien lo invitó a trabajar con él por ser hablante de náhuatl de Guerrero (WK), posteriormente estudió en la ENAH y fue investigador de la Dirección de Lingüística, donde hizo documentación de náhuatl de Balsas, labor de rescate de archivos, así como traducción y publicación de códices.
Moisés Romero Castillo: Realizó estudios sobre léxico y fonología del chichimeca jonaz, sobre la dialectología del tzeltal y la unidad lingüística de los mayas peninsulares (WK).
Ángela Ochoa Peralta: Realizó estudios de léxico, dialectología y etnosemántica de la lengua teenek de San Luis Potosí.